# Disturbed
A Disturbed egy amerikai rock- és metalzenekar az Illinois állambeli Chicagóból. A zenekar 1994-ben alapult, viszont a Disturbed nevet csak 1996-ban vette fel, mikor Dan Donegan, Steve „Fuzz” Kmak és Mike Wengren felkérte énekesnek David Draimant. 2005-ben Steve Kmak helyére John Moyer basszusgitáros érkezett a zenekarba.
Eredetileg nu metal együttes, azonban mostanában már sok kritikus hard rock vagy heavy metal csapatnak említi őket; egyesek viszont alternatív metalnak nevezik. Tulajdonképpen a zenekar stílusa mind a mai napig vitatott.
Mikor David Draimant interjúvolták arról, hogy egyes metal rajongók nem találták elég keménynek a Disturbed zenéjét, ezt válaszolta: „Lehet, hogy túl sok dallamot használunk, esetleg nem vagyunk elég féktelenek vagy csípősek. Bár én nagyon szeretem ezt a fajta zenét, nem ez az, amit mi próbálunk csinálni. Ha a dolgokat összefüggésbe akarjuk hozni, mi manapság inkább hard rockot játszunk, mint heavy metalt.”

## Történet

### Korai évek (1994–1997)
Mielőtt David Draiman csatlakozott a zenekarhoz, Dan Donegan gitáros, Mike Wengren dobos és Steve Kmak basszusgitáros a Brawl nevű formációban szerepelt együtt Erich Awalt énekessel. Nem sokkal a demó felvételek rögzítése után, 1996-ban Erich Awalt otthagyta a zenekart, akik ezután az „Illinois Entertainer” nevű chicagói zenei lapban hirdetést adtak fel, amiben énekest kerestek. Erre a hirdetésre jelentkezett David Draiman, aki abban a hónapban már húsz másik zenekar meghallgatására is elment. Dan Donegan gitáros így emlékszik vissza a meghallgatásra:
| (magyarul) „Tudod, az összes énekes közül, akivel beszélgettünk vagy meghallgattuk, egyedül ő [Draiman] volt aki kész volt eredeti dalokat énekelni. És ez imponált nekem, pusztán már az is, hogy megpróbálta.” | (angolul)"You know, of all the singers we talked to or auditioned, he [Draiman] was ready to go with original pieces. And that impressed me, just for trying." |
| – Dan Donegan | |

| (magyarul) „Egy-két perc után jöttek belőle ezek a remek dallamok ... Én pedig közben gitároztam, az arcomon széles vigyorral, próbálva nem azt a benyomást kelteni, hogy ez tetszik nekem, tudod, mert nem akarom. Tudod ... [diplomatikusan mondani neki] »Igen, felhívunk majd. Tudod, mi még átbeszéljük.« De annyira sokkolt. Izgatott voltam. És azt gondoltam: »Ebben van valami.«” | (angolul)"After a minute or two, he just starts banging out these melodies that were huge...I'm playing my guitar and I'm grinning from ear to ear, trying not to give it away that I like this guy, you know, because I don't want to, you know...[say] 'Yeah, we'll give you a call back. We'll, you know, discuss it.' But I was so psyched. Chill up my spine. I'm like, 'There is something here.'" |
| – Dan Donegan | |

Miután Draiman csatlakozott a zenekarhoz, javaslatára a banda új neve Disturbed lett.

### The Sicknessalbum (1998–2001)

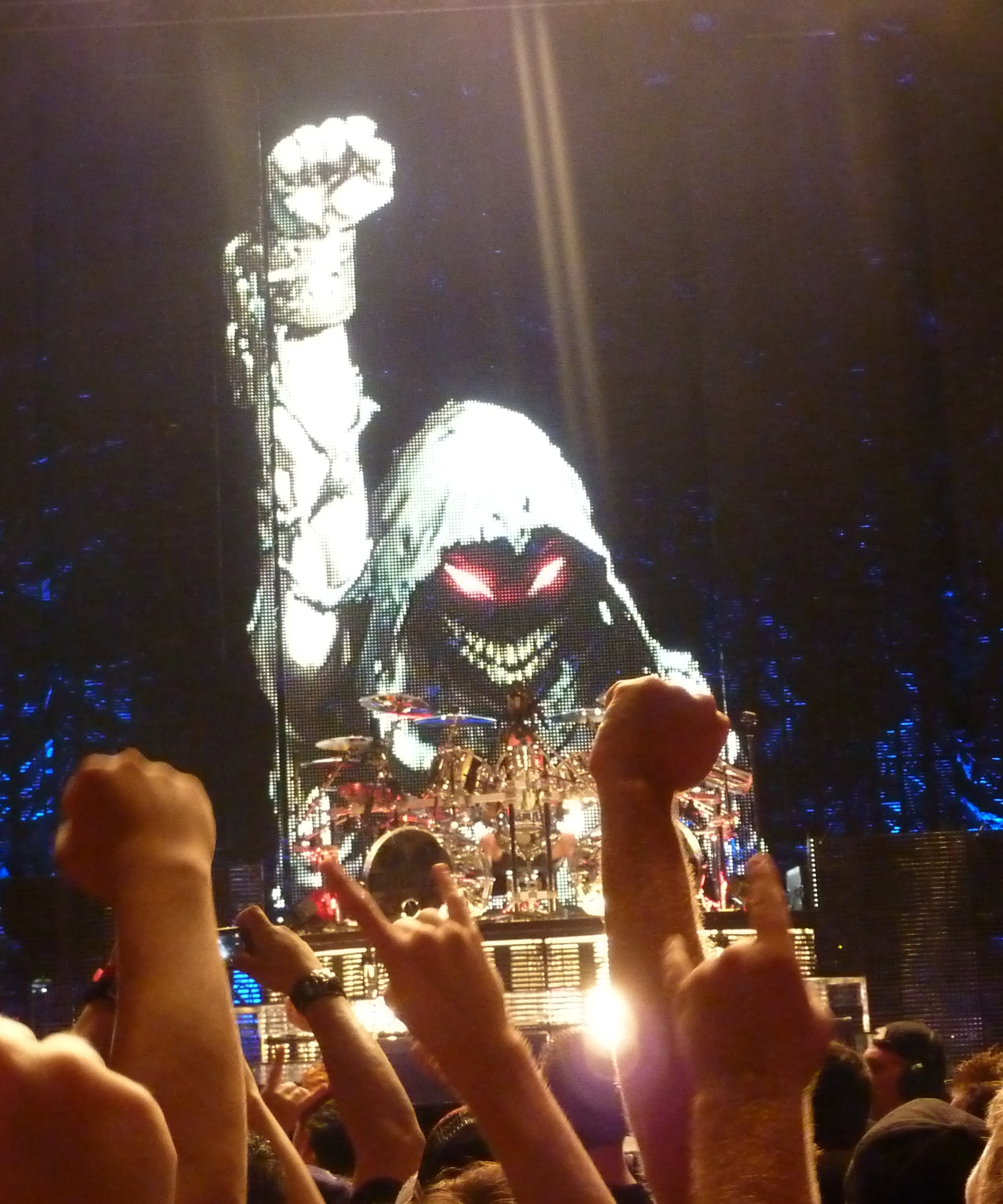
„The Guy” figura az egyik színpadképen.

1998 környékén kezdték el felvenni két demó EP-jüket, az egyik lemezen a „The Game”, „Down with the Sickness” és „Meaning of Life”, a másikon pedig a „Want”, „Stupify” és „Droppin' Plates” című dalokkal. Ezeket a felvételeket szétküldték különböző rádióállomásoknak, lemezkiadóknak és zeneipari embereknek, akiktől pozitív visszajelzéseket kaptak. A lemezek borítóján a zenekar nem sokkal korábban megalkotott kabalája, a „The Guy” figura szerepelt. Az együttes végül a Giant Records lemezkiadó céggel szerződött. A „Down with the Sickness” című dalt több film és animációs sorozat betétdalának használták, valamint számos amerikai futballcsapat és sportoló bevonuló zenéje lett.
A zenekar első átütő sikere az 1999-ben megjelent „Stupify” kislemez volt, majd ezt követte a 2000 márciusában megjelent The Sickness című nagylemez.
A The Sickness album címadó dala a Billboard 200-as toplistáján a huszonkilencedik helyig jutott, a lemezből pedig a megjelenése óta több millió példányt adtak el. Nem sokkal a The Sickness megjelenése után a Disturbed kiadott egy felújított verziót a „Glass Shatters” című számból, ami „Stone Cold” Steve Austin birkózó bevonuló zenéje lett.
2001-ben felléptek Ozzy Osbourne Ozzfest nevű zenei fesztiválján, olyan zenekarokkal együtt, mint a Black Sabbath, Marilyn Manson, Slipknot, Papa Roach, Linkin Park, Black Label Society és a Crazy Town. Nem sokkal később már saját turnéjukon utaztak, ami a „Music as a Weapon” elnevezést kapta. A turnéjuk során az Adema, a Drowning Pool, a Stereomud, és a Systematic zenekarokkal együttműködve koncerteztek.
Marilyn Manson 2001-es európai turnéjához való csatlakozás előtt az akkori basszusgitáros Steve „Fuzz” Kmak egy bokatörés miatt nem tudott együtt játszani a zenekarral. Ezt a sebesülését akkor szerezte, mikor leesett az együttes chicagói próbatermének tűzlétrájáról pár nappal karácsony előtt. (A lifttel éppen a felszerelésiket szállították, ezért akarta így elhagyni az épületet.) Egy sikeres operáció után az orvosok erősen javasolták neki, hagyja ki a turnézást, nehogy valami komoly sérülés érje a lábát. Ennek ellenére 2001. január 11-én és 12-én Chicagóban fellépett a zenekarral, viszont az európai turnét kihagyta. Felépülése alatt egy Marty O'Brian nevű újonc helyettesítette.

### M.O.L. ésBelievealbum (2002–2003)
2002. június 4-én a zenekar megjelentetett egy úgymond dokumentumfilmet M.O.L. címmel, amely – többek közt – bemutatta őket a stúdióban és a turnékon.
2002 szeptemberében kiadták második stúdióalbumukat, amely a Believe címet kapta. Erről a lemezről a „Prayer”, a „Liberate” és a „Remember” lett nagyon népszerű. Rengeteg rajongó az új album hatása alatt volt, még úgy is, hogy ez kevésbé hozta az előző lemezük agresszivitását.
A frontember David Draiman énekelt a Jonathan Davis (Korn) által írt „Forsaken”-ben, amely a Queen Of The Damned betétdala volt.
2003-ban a zenekar újra fellépett az Ozzfest-en, majd elindult a „Music as a Weapon II” turnéjával, amelyhez ezúttal a Chevelle, a Taproot és az Unloco zenekarok csatlakoztak.
Steve „Fuzz” Kmak 2003 elején hagyta el a zenekart, közvetlenül a „Music as a Weapon II” után, amelyről David Draiman így nyilatkozott: „Amikor Kmak velünk volt, a Disturbed nem stimmelt egészen; zeneileg és emberileg sem.” A zenekar a rajongóknak úgy jelentette be, hogy Steve személyes okok miatt távozott. Kmak helyére John Moyer érkezett új basszusgitárosnak.

### Ten Thousand Fistsalbum (2004–2006)
A Disturbed turnéra indult a 10 Years és az Ill Niño zenekarokkal, hogy népszerűsítsék a 2005 szeptember 20-án kiadott harmadik nagylemezüket, amely Ten Thousand Fists címmel jelent meg. Az előző Believe nagylemezhez hasonlóan, ez az album szintén első helyen nyitott Amerikában. Ennek az albumnak van 5 darab B-oldalas száma, amelyek nem jelentek meg a lemezen, azonban szerepelnek különböző kislemezeken és egyéb kiadványokon. A „Hell” című dal például a Stricken kislemezén található. Egy másik szám, a „Monster”, eredetileg egy iTunes-os előrendelhető csomag része volt azoknak, akik korábban megrendelték a Ten Thousand Fists albumot. A későbbiekben így ez a dal igen nehezen megtalálható lett, ámde felkerült az említett album „Tour Edition”-jére (a „Two Worlds” című dallal együtt). A negyedik szám a „Sickened”, amely a Land of Confusion kislemez egyik track-je. Az ötödik és egyben utolsó B-oldalas szám a „Criminal”, amelyet sosem adtak ki.
A Ten Thousand Fists kiadása utána egy hónappal a Disturbed a Jägermeister tour-on vett részt a Bloodsimple zenekarral.
2006 áprilisában a csapat végigkísérte egy ausztrál turnén a Korn együttest, majd közös turnét csinált a 10 Years és a Hatebreed zenekarral. Az év közepe tájára tervezett európai körutat kénytelenek voltak kétszer is elhalasztani, Draiman hangproblémái miatt. 2006 végén sikeres műtéten esett át, ekkor hagyta abba az ivást.
A zenekar szerepelt az Ozzfest 2006 fellépői között Ozzy Osbourne, a System of a Down, a Dragonforce, az Avenged Sevenfold, a Lacuna Coil és a Hatebreed együttesekkel. Ezután pedig elmentek a korábban már kétszer halasztott európai turnéra, majd következett a „Music as a Weapon III” a Flyleaf, a Stone Sour, és a Nonpoint zenekarokkal kiegészülve.
A „Music as a Weapon III” utolsó állomásán, a Wisconsin-beli Madison-ban bejelentették, hogy visszavonulnak dolgozni a negyedik albumon.

### Indestructiblealbum (2007–2009)
2007 júliusában a zenekar „This Moment” című dala szólalt meg a Transformers című filmben, amely végül nem a készülő albumukon kapott helyet, hanem a film zenéit tartalmazó „Transformers: The Album” kiadványon szerepelt.
A zenekar negyedik stúdióalbumát, amelynek címe Indestructible, 2007 végén kezdték el felvenni és 2008 júniusában jelent meg. Egy korábbi interjúban David Draiman elmondta, hogy tizenöt dalt fognak rögzíteni, de csak tizenkettő szerepel majd az albumon.

### Asylum és The Lost Children albumok (2010–2011)
2008 novemberi interjújában David Draiman röviden beszélt a zenekar ötödik stúdióalbumáról, kijelentve, hogy az albumon szereplő dalok témái ugyanolyan sötétek lesznek, mint a korábbi Indestructible lemezen. A zenekar 2010 elején kezdte el a chicagói stúdióban, az ötödik albumának rögzítését, amelynek kiadását nyárra tervezték. Dan Donegan gitáros elmondta, hogy a zenekar körülbelül 15–18 dalt írt. Később megerősítették, hogy az album címe Asylum lesz. A lemez végül 2010 augusztusában jelent meg.
2011 júliusában a zenekar megerősítette, hogy az amerikai turnéjukat követően szünetet tartanak. Egy másik interjúban pedig Draiman elmondta, hogy a szünet nem a zenekar tagjai közötti konfliktus eredménye. A zenekar végül 2011 októberében kezdte meg a pihenőjét. 2011 novemberében kiadták The Lost Children című válogatás albumukat, amelyen korábbi B-oldalas számok mellett korábban még meg nem jelent dalok is szerepeltek. 

### Immortalizedalbum (2015–2017)

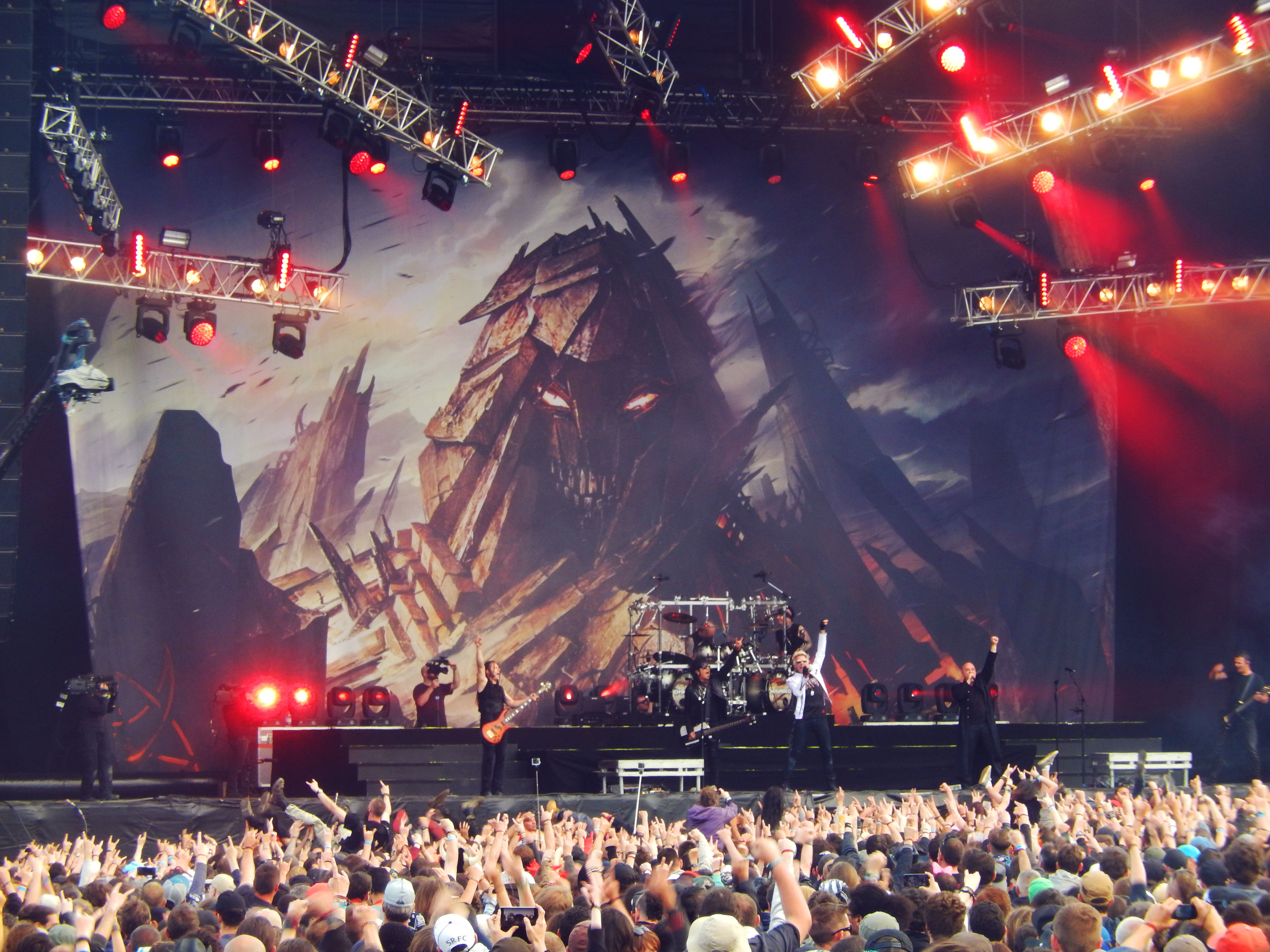
Disturbed színpadkép a Hellfest-en (2016)

2015. június 20-án a Disturbed Facebook-oldalán és hivatalos weboldalán olyan anyag jelent meg, amely a zenekar esetleges visszatérésére utalt.Disturbed official website (2015) (angol nyelven). [2015. június 21-i dátummal az eredetiből archiválva]. (Hozzáférés: 2015. június 21.) 2015. június 23-án a Disturbed hivatalosan bejelentette visszatérését és az Immortalized című új album megjelenését.
Az Immortalized című album 2015. augusztus 21-én jelent meg. John Moyer nem szerepelt az albumon, mert más projekteken dolgozott, az összes basszusgitáros részt Dan Donegan játszotta fel. Moyer nem jelent meg a zenekar 2015 decemberében bemutatott videoklipjében sem, amelyben a „The Sound of Silence” című Simon & Garfunkel dal feldolgozása szólalt meg. Ettől eltekintve Moyer továbbra is a zenekar tagja, szerepelt az album promóciós fotóin, valamint továbbra is élőben lépett fel a zenekarral.

### Evolutionalbum és aThe Sicknessjubileumi turné (2018– )
A zenekar a 2018-as Rock Fest fő előadói között szerepelt, Godsmack és az Incubus mellett. Az együttes 2018. január elején a közösségi médián keresztül jelentette be, hogy ismét stúdióba vonultak, hogy megkezdjék következő stúdióalbumuk felvételét.
2018. augusztus 16-án jelent meg a készülő album első kislemeze, „Are You Ready” címmel. 2018. szeptember 21-én jelent meg az album második kislemeze, amelynek címe „A Reason to Fight”.
Az Evolution album végül 2018. október 19-én jelent meg. Ez volt az együttes első olyan albuma a The Sickness óta, ami nem ért el első helyet a Billboard 200-as listán, ezzel egy öt album óta tartó széria tört meg.
2020. január 27-én a zenekar 31 napos turnét jelentett be Staind és a Bad Wolves együttesek társaságában a „The Sickness” album 20. évfordulója alkalmából. A COVID-19 járvány miatt az együttes 2021-re halasztotta a turnét.
Divisive (2022- )
2022. november 18-án jelent meg nyolcadik stúdióalbumuk Divisive címmel. Ez az album merőben más stílust képvisel, mint az Evolution, itt ismét hallható néhány helyen a David Draiman-re jellemző ordítás, illetve ezt az albumot jobban össze lehet vetni a korai albumokkal hangzás szempontjából, szemben az Evolution inkább hard rockosra vett témájával.

## Tagok
| Jelenlegi tagok - Dan Donegan – gitáros, billentyűs, háttérénekes (1994–2011, 2015–) - Mike Wengren – dobos, háttérénekes (1994–2011, 2015–) - David Draiman – énekes (1996–2011, 2015–) - John Moyer – basszusgitáros, háttérénekes (2005–2011, 2015–; időszakosan 2003–2005) | Korábbi tagok - Erich Awalt – énekes (1994–1996) - Steve „Fuzz” Kmak – basszusgitáros (1994–2003) |

### Galéria

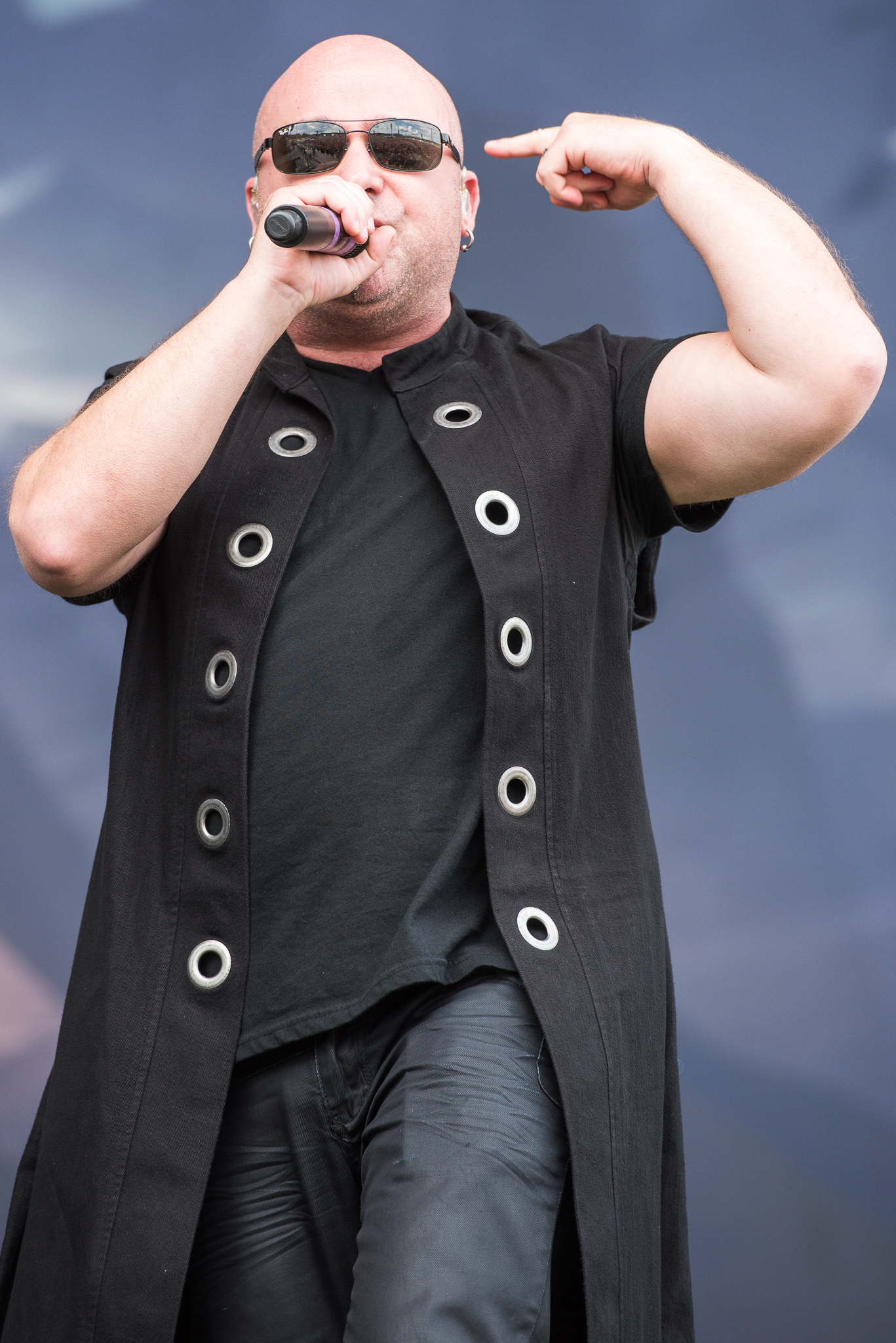
David Draiman
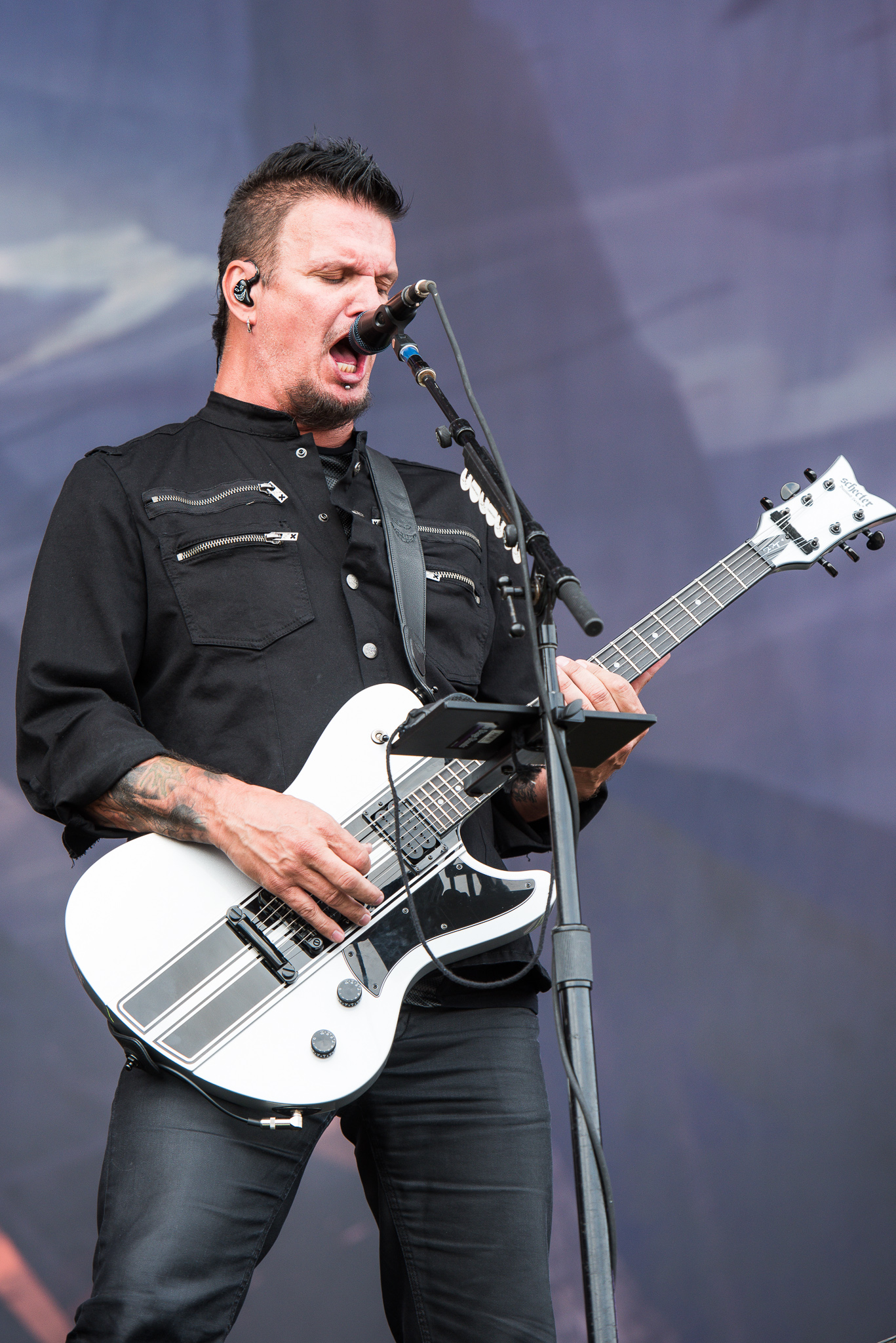
Dan Donegan
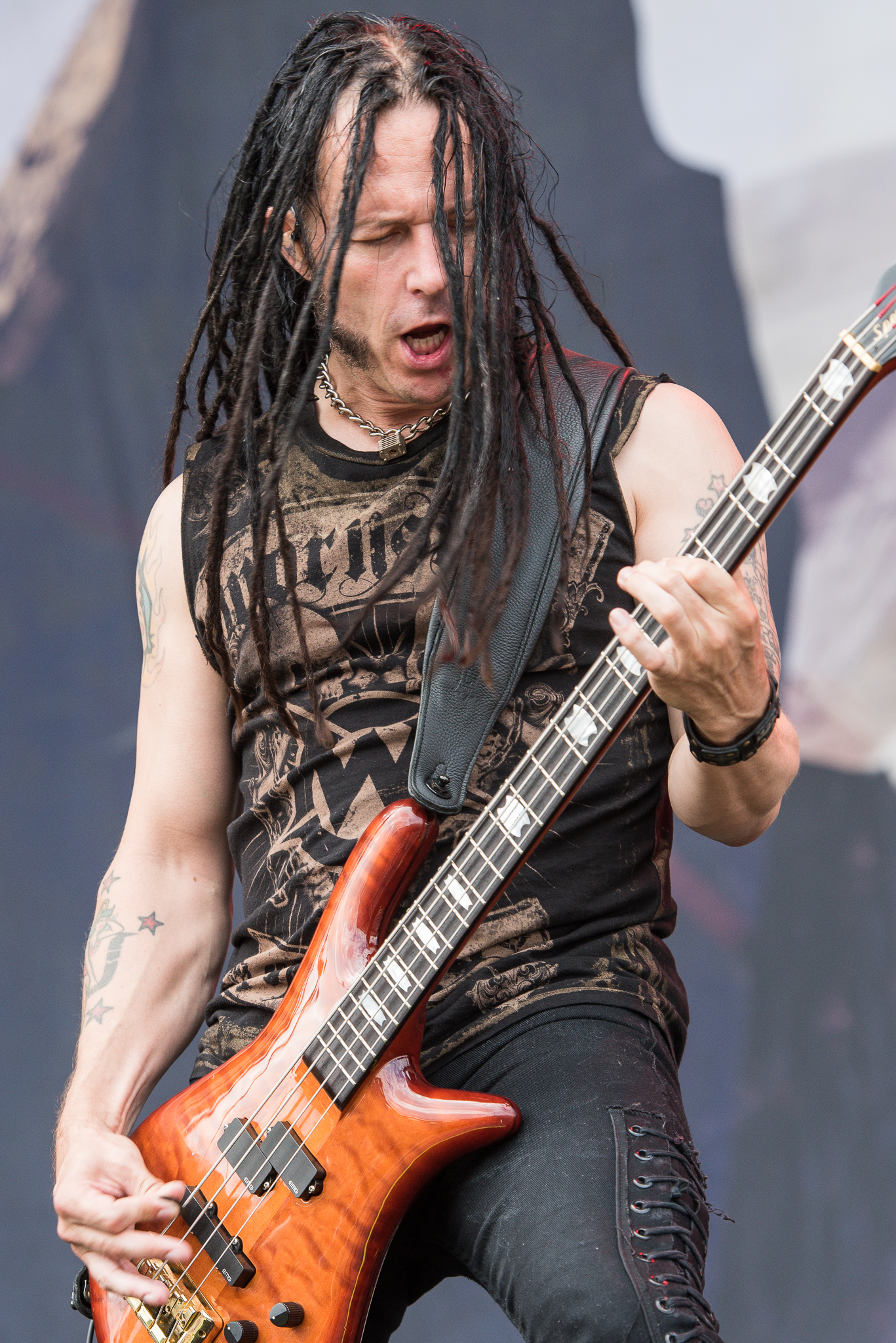
John Moyer
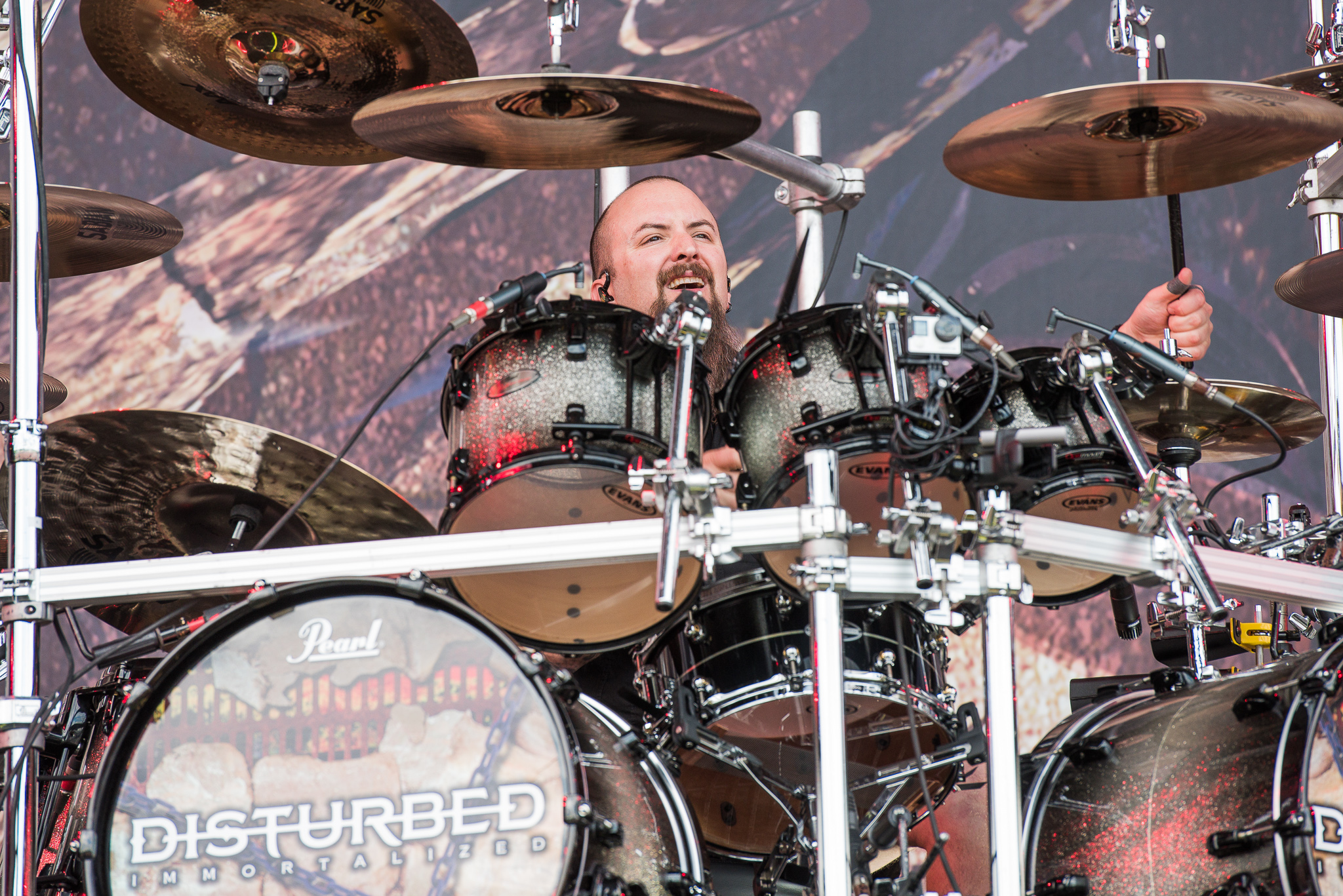
Mike Wengren

## Diszkográfia

### Stúdióalbumok
| Megjelenés ideje     | Album címe         | Kiadó           |
| -------------------- | ------------------ | --------------- |
| 2000. március 7.     | The Sickness       | Giant Records   |
| 2002. szeptember 17. | Believe            | Reprise Records |
| 2005. szeptember 20. | Ten Thousand Fists | Reprise Records |
| 2008. június 3.      | Indestructible     | Reprise Records |
| 2010. augusztus 31.  | Asylum             | Reprise Records |
| 2015. augusztus 21.  | Immortalized       | Reprise Records |
| 2018. október 19.    | Evolution          | Reprise Records |

### Válogatás albumok
| Megjelenés ideje  | Album címe        | Kiadó           |
| ----------------- | ----------------- | --------------- |
| 2011. november 8. | The Lost Children | Reprise Records |

### Ritkaságok
- A Welcome Burden – Dracula 2000 filmzene, M.O.L. DVD (élőfelvétel), ECW Anarchy Rocks
- God of the Mind – Valentine filmzene, a The Sickness import verziói
- Dehumanized (stúdiófelvétel) – „Stricken” kislemez
- Hell – „Stricken” kislemez
- Sickened – „Land of Confusion” kislemez
- Monster – Ten Thousand Fists European Tour Edition
- Two Worlds – Ten Thousand Fists European Tour Edition
- Criminal – kiadatlan
- Perfect Insanity – M.O.L. DVD; korai koncerteken játszották
- Forsaken – Jonathan Davis szerzeménye, Queen of the Damned filmzene
- Glass Shatters – WWE bevonuló
- This Moment – Transformers filmzene

### Feldolgozások

#### Stúdiófelvételek
- Shout 2000 – eredeti előadó: Tears for Fears, a The Sickness-en jelent meg
- Land of Confusion – eredeti előadó: Genesis, a Ten Thousand Fists-en jelent meg
- Living After Midnight – eredeti előadó: Judas Priest, a Asylum-en jelent meg
- Sound of Silence – eredeti előadó: Simon & Garfunkel

#### Élőben
- Fade to Black – Music as a Weapon Tour II, eredeti előadó: Metallica
- Cold Gin – eredeti előadó: KISS
- Whole Lotta Love – eredeti előadó: Led Zeppelin
- Walk – eredeti előadó: Pantera; megemlékezés volt a panterás Dimebag Darrell-ről, nem sokkal halála után. Előadták a 2001-es Ozzfest-en is a Linkin Park énekesével, Chester Bennington-nal, valamint a 2005-ös Jägermeister Tour dallas-i állomásán Vinnie Paul-lal.
- Black – eredeti előadó: Sevendust

### Egyéb közreműködések
- Music as a Weapon Tour turnék
- Music as a Weapon (2001)
- Music as a Weapon II (2004)
- Music as a Weapon III (2006)

### Kislemezek
| Év   | Cím                      | Legjobb helyezés     | Legjobb helyezés   | Legjobb helyezés | Legjobb helyezés | Legjobb helyezés       | Album              |
| Év   | Cím                      | US Billboard Hot 100 | US Mainstream Rock | US Modern Rock   | US Pop 100       | Canadian Singles Chart | Album              |
| ---- | ------------------------ | -------------------- | ------------------ | ---------------- | ---------------- | ---------------------- | ------------------ |
| 2000 | „Stupify”                |                      | #12                | #10              |                  |                        | The Sickness       |
| 2000 | „Voices”                 |                      | #16                | #18              |                  |                        | The Sickness       |
| 2001 | „The Game”               |                      | #34                |                  |                  |                        | The Sickness       |
| 2001 | „Down with the Sickness” |                      | #5                 | #8               |                  |                        | The Sickness       |
| 2002 | „Prayer”                 | #58                  | #3                 | #3               |                  | #14                    | Believe            |
| 2002 | „Remember”               |                      | #6                 | #22              |                  |                        | Believe            |
| 2003 | „Liberate”               |                      | #4                 | #22              |                  |                        | Believe            |
| 2005 | „Guarded”                |                      | #7                 | #28              |                  |                        | Ten Thousand Fists |
| 2005 | „Stricken”               | #95                  | #2                 | #13              | #89              |                        | Ten Thousand Fists |
| 2006 | „Just Stop”              |                      | #4                 | #24              |                  |                        | Ten Thousand Fists |
| 2006 | „Land of Confusion”      | #100                 | #1                 | #18              |                  |                        | Ten Thousand Fists |
| 2006 | „Ten Thousand Fists”     |                      | #7                 | #37              |                  |                        | Ten Thousand Fists |

### Betétdalként
- 2001 – "Down with the Sickness" – The One
- 2001 – "A Welcome Burden" – Dracula 2000
- 2001 – "The Game" – Cooler's Revenge (Dragon Ball Z 5. film)
- 2001 – "Stupify" (remix) – Little Nicky
- 2001 – "Stupify" – Lord Slug (Dragon Ball Z 4. film)
- 2001 – "Fear" – Lord Slug (Dragon Ball Z 4. film)
- 2001 – "God of the Mind" – Valentine
- 2002 – "Forsaken" – Queen of the Damned
- 2003 – "Down with the Sickness" – Queen of the Damned
- 2003 – "Down with the Sickness" – xXx
- 2003 – "Down with the Sickness (Live)" – Ozzfest 2003
- 2004 – "Intoxication" – MTX Mototrax
- 2004 – "Down with the Sickness" – Dawn of the Dead
- 2004 – "Liberate" – Tony Hawk's Underground 2
- 2005 – "Down with the Sickness" – Green Street
- 2005 – "Prayer" – Viasztestek
- 2005 – "Fear" – Viasztestek
- 2005 – "Decadence" – Need for Speed: Most Wanted
- 2005 – "Ten Thousand Fists" – Madden 06
- 2006 – "Guarded" – Fűrész 3
- 2007 – "Down with the Sickness" – Jesse Jackson segedelmével (South Park-epizód)
- 2007 – "This Moment" – Transformers
- 2007 – "Stricken" – Guitar Hero 3: Legends of Rock

## Külső hivatkozások
- Hivatalos weboldal
- Disturbed az Internet Movie Database oldalon (angolul)
- Disturbed a Twitteren
- Disturbed az Instagramon
- Disturbed MySpace oldal